# Leyes Federales de 1826
Las Leyes Federales de 1826, colectivamente mal llamadas Constitución de 1826, fueron un ensayo federalista realizado en Chile, dentro del periodo de Organización de la República, sin la existencia de una constitución formalmente aprobada.

## Historia
En los días finales del gobierno del director supremo Ramón Freire, el 4 de julio de 1826 se reunió un Congreso con el fin de preparar una nueva constitución. La mayoría de los miembros del Congreso eran partidarios de redactar un texto constitucional basado en los principios federales clásicos. El principal promotor del sistema federal fue José Miguel Infante.
Manuel Blanco Encalada asumió como presidente el 6 de julio, dos días después de la primera sesión del Congreso. Mientras se comenzaban a organizar las labores necesarias para la redacción de la nueva Constitución, el 11 de julio del mismo año se aprobó un proyecto de ley que expresaba «la República de Chile se constituye por el sistema federal, cuya Constitución se presentará a los pueblos para su aceptación». Posteriormente, se aprobaron otras leyes encaminadas a adelantar la federalización del país (del 26, 27 y 29 de julio y del 30 de agosto), que establecían la elección popular de gobernadores, cabildos y párrocos e implementaban Asambleas Provinciales con carácter legislativo.
Las Leyes Federales de 1826 dividieron el territorio nacional en ocho provincias, a saber: Coquimbo (equivalente a la antigua intendencia de Coquimbo), Aconcagua, Santiago, Colchagua (estas tres derivadas de la antigua provincia de Santiago), Maule, Concepción, Valdivia y Chiloé (estas cuatro derivadas de la antigua provincia de Concepción).
El Congreso, mientras tanto, al preparar el proyecto de Constitución, si bien siguió los lineamientos federalistas, al momento de precisar la forma de Estado (federal o unitario) no logró adoptar ninguna decisión, suspendiendo sus sesiones en mayo de 1827 —aparentemente con el fin de consultar a las provincias su parecer al respecto—.
Durante el receso del Congreso, se generó en Chile un gran rechazo hacia el federalismo, debiendo dejarse sin efecto las medidas tomadas para el establecimiento de un sistema federal. Por ello, en agosto de 1827, durante el gobierno de Francisco Antonio Pinto, se promulgó una ley que suspendió la aplicación de las leyes que habían instaurado el federalismo en Chile. Por otro lado estas leyes no mencionaban en ningún momento la religión que debía profesarse.